# مالکوم پول
مالکوم پول (انگلیسی: Malcolm Poole؛ زادهٔ ۶ نوامبر ۱۹۴۹) بازیکن هاکی روی چمن اهل استرالیا است.